# Ричи, Альберт
Альберт Кэбелл Ричи (англ. Albert Cabell Ritchie; 29 августа 1876 года, Ричмонд, Виргиния, США — 24 февраля 1936 года, Балтимор, Мэриленд, США) — американский юрист и политик. Принадлежал к консервативному крылу Демократической партии. Был 27-м Генеральным прокурором Мэриленда (1915—1919) и 49-м губернатором Мэриленда (1920—1935), пытался выдвинуться в президенты в 1924 и 1932 годах, но безуспешно. По состоянию на 2023 год Ричи рекордсмен Мэриленда по количеству побед на губернаторских выборах (4 раза) и по продолжительности пребывания на посту губернатора (14 лет, 11 месяцев и 27 дней). Ричи занимает восьмое место по продолжительности пребывания на посту губернатора в постконституционной истории США — 5474 дня.
Ричи также был членом Civitan International, волонтёрской ассоциации клубов общественного служения.

## Ранняя жизнь
Альберт Ричи родился 29 августа 1876 года в Ричмонде (штат Виргиния). Его отец, Альберт Ричи, был членом Конституционного собрания Мэриленда в 1867 году, профессором права в Мэрилендском университете, президентом Балтиморской ассоциации адвокатов, городским солиситором, а затем городским советником в Балтиморе, помощником судьи Верховной скамьи Балтимора. Его мать, Элизабет Кэски Кэбелл (отсюда второе имя Альберта), происходила из «Первых семей Виргинии», внучка Уильяма Кэбелла, губернатора Виргинии, и внучатая племянница Джозефа Кэбелла, близкого соратника Томаса Джефферсона.
Семья Ричи переехала в Балтимор вскоре после рождения сына. Альберт учился в частных школах, затем получил степень бакалавра в Университете Джонса Хопкинса в 1896 году и степень бакалавра права в Школе права Университете Мэриленда в Балтиморе в 1898 году. Юридическую практику начал в фирме Steele, Semmes, Carey and Bond в 1900 году, а в 1903 году был назначен помощник городского солиситора Балтимора. В том же году он вместе со Стюартом С. Дженни основал собственную юридическую практику. Ричи продолжал работать солиситором до 1910 года и продолжал заниматься юридической практикой с Дженни до 1919 года. В 1907 году Ричи был назначен профессором права в Школе права Мэрилендского университета.

## Начало политической карьеры
1 июля 1910 года Ричи был назначен народным советником в Комиссию по государственной службе Балтимора. Он привлёк внимание общественности своей борьбой за снижение цен на газ и электроэнергию для жителей Балтимора, что позволило балтиморцам экономить ежегодно около 0,5 млн долларов. Ричи ушел в отставку 16 февраля 1913 года, чтобы вернуться к своей юридической практике, где возбудил дело против местной коммунальной компании за производство газа низкого качества. Комиссия по государственной службе встала на сторону Ричи в этом вопросе, и в результате жители Балтимора ежегодно экономили 200 000 долларов.
Действия Ричи не остались незамеченными, и в 1915 году он был избран генеральным прокурором Мэриленда, занимая эту должность с 20 декабря 1915 года по 20 декабря 1919 года. На первичных выборах Ричи, набрав 20 000 голосов, победил Уильяма Милнса Малоя, который позже бросит ему вызов на пост губернатора. На всеобщих выборах Ричи победил своего соперника-республиканца Альберта Дуба с перевесом в 25 000 голосов. В качестве генерального прокурора Ричи экономил бюджет правительство штата, заставив юридический отдел штата взять на себя юридическую деятельность почти каждого департамента, за исключением Комиссии по государственной службе, тем самым устранив необходимость для других департаментов нанимать юрисконсультов.
3 июня 1918 года Ричи взял отпуск в качестве генерального прокурора, чтобы работать в Совете военной промышленности в качестве главного юрисконсульта. Созданный в результате Первой мировой войны Совет военной промышленности был одной из самых влиятельных из всех организаций военного времени, созданных правительством. Находясь в совете, Ричи подружился с Бернардом Барухом, председателем совета, и человеком, который позже поддержал президентские устремления Ричи. Совет было распущено в декабре 1918 года и Ричи вернулся к исполнению обязанностей генерального прокурора.

## Губернатор Мэриленда
Во время губернаторских выборов 1919 года Ричи быстро заручился поддержкой большинства демократов штата и не встретил сопротивления на праймериз. Зато всеобщие выборы оказались значительно более сложными и вошли в историю штата как выборы, победитель которых опередил соперника с минимальным расхождением в голосах.
Соперника Ричи на всеобщих выборах, республиканец Гарри Найс смог заручиться поддержкой Джона С. «Фрэнка» Келли, печально известного и влиятельного босса Демократической партии в Балтиморе. Они познакомились и сблизились когда Гарри учился в юридической школе. Благодаря дружбе с «Боссом» Келли, как его также называли, Найс после окончания юридической школы был назначен помощником прокурора штата в Балтиморе. Это было особенно удивительно, поскольку Найс был республиканцем в городе, которым преимущественно управляли демократы.
1919 год был в целом благоприятен для Республиканской партии как в национальном масштабе, так и в отдельно взятом Мэриленде. Найс, поддавшись уговорам Келли, подал в отставку с поста помощника прокурора штата и включился в гонку за пост губернатора. Однако уже во время кампании он совершил ошибку. Найс пообещал очистить штат от грязной преступной политики демократов и их политических боссов и обеспечить честные и открытые выборы для всех. Надо учитывать, что в те времена вброс бюллетеней, фальсификация итогового голосования и прямые подкуп и запугивание избирателей были обычным явлением, особенно в таких крупных городах, как Балтимор.
Обещания Найса были восприняты «Боссом» Келли как пощёчина от человека, которого он помог построить политическую карьеру, а теперь публично осуждал его и его дела. Одновременно подобное поведение Найса било и по престижу Келли, поскольку другие балтиморские боссы увидели в этом слабость, решив, что он не имеет реального контроля над своим кандидатом, как он часто заявлял. В результате «Босс» Келли перешёл на сторону Альберта Ричи. Как считается, именно вмешательством Келли объясняется минимальное в истории Мэриленда расхождением в голосах по итогам голосования: Ричи опередил Найса всего на 165 голосов. Однако республиканцы смогли получить контроль над законодательным собранием штата и сумели провести своих кандидатов на посты мэра Балтимора и генерального прокурора Мэриленда.
За 15 лет своего пребывания на посту губернатора Ричи несколько раз созывал законодательный орган на специальную сессию, в том числе один раз в 1920 году, чтобы проголосовать за право голоса для женщин в Мэриленде, и снова в 1933 году, чтобы ратифицировать отмену Восемнадцатой поправки («сухого закона»).

### Первый срок
На выборы Ричи шёл с программой, тремя основными пунктами которой были реорганизация правительства штата, увеличение представительства Балтимора и сокращение количества выборов. В течение первого срока он много сделал для улучшения системы государственного образования в штате, устанавливая стандарты для округов и перераспределяя бюджеты от более богатых округов к более бедным. Его действия увенчались успехом и система образования Мэриленда стала одной из лучших в стране. Ричи также вложил значительные средства в расширение и улучшение автомагистралей штата, в результате чего Мэриленд обзавёлся одной из лучших систем автомагистралей в стране.
На посту губернатора Ричи проявил себя решительным противником Восемнадцатой поправки, устанавливавшей «сухой закон», и стойким защитником прав штатов. Общенациональной известности он добился, отказавшись сотрудничать с администрациями президентов Уоррена Гардинга и Калвина Кулиджа. Так, во время забастовки угольщиков в Западном Мэриленде в 1922 году Ричи вопреки позиции Хардинга не стал применять к забастовщикам силу, вместо этого выбрав дипломатическую альтернативу. Ситуацию удалось разрядить мирным путем. Продолжая бороться с федеральными посягательствами на права штатов, Ричи много работал, проведя реформ в области защиты психического здоровья населения, сохранения моллюсков и работы правоохранительных органов..
Ричи, первый после Гражданской войны губернатор Мэриленда сумевший добиться переизбрания, в 1924 году казался серьёзным претендентом на выдвижение кандидатом в президенты от Демократической партии, пока не был достигнут компромисс по Джону У. Дэвису.

### Второй срок
В 1923 году Ричи впервые в истории штата был выдвинут на второй срок в качестве губернатора. Он снова не встретил сопротивления на предварительных выборах, но во время всеобщих выборов столкнулся с республиканцем Александром Армстронгом, своим преемником на посту генерального прокурора. В кампании, которая была сосредоточена на достижениях Ричи на посту губернатора и нарушении Восемнадцатой поправки, он легко победил соперника. Его второй срок начался 9 января 1924 года, но из-за нового закона, изменившего дату выборов, принятого во время первого срока Ричи, его второй срок продлился всего три года.

### Третий срок
Ричи рано объявил о своём намерении баллотироваться на третий срок в качестве губернатора, но, в отличие от 1919 и 1923 годов, на первичных выборах 1926 года столкнулся с оппозицией. Его старый соперник, Уильям Милнс Малой, которой в 1915 году боролся с ним за выдвижение на пост генерального прокурора от Демократической партии, снова решил бросить ему вызов. Ричи был легко номинирован, победив Малоя с перевесом в 81 500 голосов. Во время всеобщих выборов Ричи противостоял республиканец Эддисон Малликин, который поднял вопрос о проекте строительства плотины Конауинго, с которым, по его мнению, Ричи плохо справился. Тем не менее Ричи выиграл выборы, набрав более 60 000 голосов, победив в Балтиморе и 14 из 23 округах штата. Он был приведён к присяге на третий срок 12 января 1927 года.
В течение своего третьего срока Ричи продолжал развивать транспортную систему штата, призывая к строительству новых автомагистралей и мостов, а также к улучшению железных дорог. Ричи также реализовал одну из первых программ сохранения Чесапикского залива, приняв строгие законы об охоте и рыболовстве. Ближе к концу третьего срока Ричи разгорелся коррупционный скандал с участием сотрудников Дорожной комиссии штата, которых обвинили в хищении 376 000 долларов. После долгого расследования и после того, как Ричи создал комитет для расследования обвинений, виновные были арестованы, а обвинения с губернатора и Дорожной комиссии были сняты.

### Четвёртый срок
Ричи был выдвинут на четвёртый срок в сентябре 1930 года. Сенатор штата Дэвид Макинтош из округа Балтимор, который объявил о намерении баллотироваться на пост губернатора, снял свою кандидатуру после объявления Ричи о том, что он будет добиваться переизбрания. Ричи легко добился очередной победы на праймериз и на время всеобщих выборов столкнулся с республиканцем Уильямом Броунингом, мэром Балтимора. В итоге, несмотря на начавшуюся Великую депрессию, Ричи победил с большим преимуществом, опередив соперника почти на 67 тысяч голосов.
К началу 1931 года безработица составляла 19,2 %. Несмотря на это, губернатор Ричи был стойким противником федерального вмешательства в местные дела и продолжал настаивать на программах, спонсируемых самим деловым сообществом. Органы социального обеспечения, основанные на государственной поддержке, максимально расширили услуги, но, кроме продвижения всех возможных проектов общественных работ, власти штата мало что сделали для снижения безработицы. Балтимор учредил Комиссию по стабилизации занятости, но нашёл работу только для пятой части ищущих работу. Агентства по оказанию помощи Балтимора вскоре были перегружены, и избрание мэром демократа Говарда У. Джексона, хотя и принесло муниципальные ссуды Гражданскому комитету по оказанию чрезвычайной помощи, показало, что одной местной помощи недостаточно. Ричи согласился выпустить государственные облигации, чтобы помочь Балтимору, но до середины 1933 года не брал взаймы у Корпорации финансирования реконструкции президента Герберта Гувера. Предложенный Ричи налог на роскошь встретил жёсткое сопротивление со стороны парламентариев штата, выступавших против новых налогов на табак. Первоначально запланированный выпуск облигаций Балтимора на 8 миллионов долларов пришлось увеличить до 12 миллионов долларов, поскольку экономика штата рухнула. Только после этого с неохотой была наконец принята федеральная помощь.

## Президентская кампания 1932 года

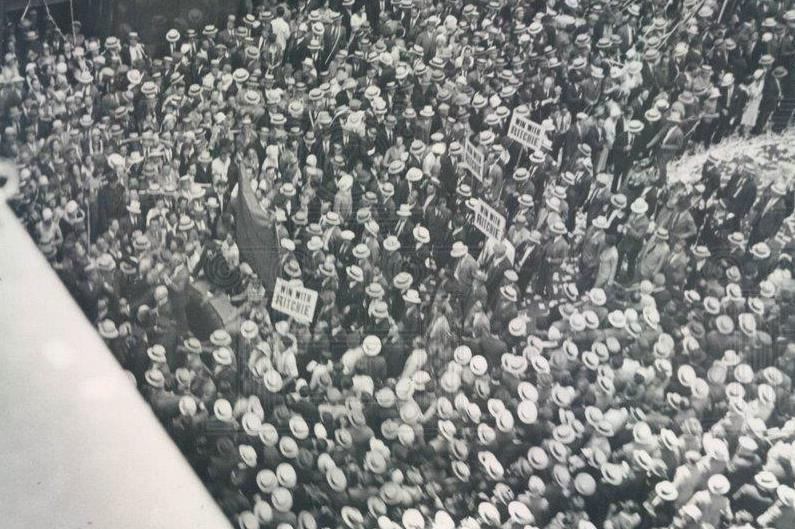
Сторонники выдвижения Ричи в президенты приветствуют его в Congress Plaza Hotel.

На общенациональную политическую сцену Ричи вышел во время партийного съезда 1924 года, завоевав уважение консервативного крыла Демократической партии в том числе как активный сторонник отмены «сухого закона». Постепенно известность и авторитет Ричи росли и к 1932 году он считался одним из главных претендентов на пост президента от демократов. Сам Ричи был убеждён, что на Национальном съезде Демократической партии 1932 года его главный оппонент, губернатор Нью-Йорка Ф. Д. Рузвельт не получит необходимого большинства в две трети голосов, чтобы выиграть выдвижение.
Ричи был хорошо принят делегатами съезда, но в итоге за все четыре тура голосования не смог подняться выше 6-го места. В результате кандидатом в президенты от Демократической партии стал Рузвельт. Ричи и несколько других деятелей партии, включая губернатора Юты Джорджа Дерна, рассматривались для выдвижения на пост вице-президента, но в итоге выбор был сделан в пользу Джона Н. Гарнера.

## Поражение
Популярность Ричи как губернатора достигла своего пика в первые годы его четвёртого срока, но постепенно начала падать, в том числе из-за недовольства внутри партии его длительным пребыванием на посту губернатора, а также из-за двух линчеваний, которые произошли на Восточном берегу Мэриленда в 1931 и 1933 годах.
За время правление Ричи основательно модернизировал Мэриленд и одновременно создал организацию внутри Демократической партии, которую его противники атаковали как «политическую машину». В 1934 году Ричи баллотировался на пятый срок и лозунг «Ричи навсегда» казался реальной возможностью. Однако быстро стало ясно, что лёгкой кампания не будет. Вначале доктор Чарльз Конли составил реальную конкуренцию Ричи на предварительных выборах демократов, а затем на всеобщих выборах его давний оппонент, республиканец Гарри Найс, раскритиковал усилия губернатора по оказанию помощи пострадавшим от Великой депрессии и пообещал быть «либеральнее», чем консервативный Ричи. В результате вместо предсказанной победы Ричи на всеобщих выборах Найс «захватил» все округа, кроме трёх, победив со счетом 253 813 против 247 644. Итоги голосования показали, что против Ричи сработали не только усталость от его многолетнего пребывания на посту губернатора и «крики „слишком долго“», но и противодействие балтиморских чернокожих и рабочих, недовольных его политикой.

## Личная жизнь и смерть
В 1907 году Ричи женился на Элизабет Кэтрин Бейкер. В июне 1916 года Бейкер подала на развод по обвинению в оставлении, поскольку Ричи оставил её, чтобы жить со своей матерью ещё в 1910 году. Он не оспаривал требования супруги, и вскоре после этого развод был завершён. Ричи не женился повторно, детей у него не было.
После поражения Ричи вернулся к своей юридической практике в Балтиморе. 24 февраля 1936 года он внезапно и неожиданно скончался от кровоизлияния в мозг. Он был похоронен на кладбище Гринмаунт в Балтиморе рядом с отцом и матерью.

## Электоральная история
Жирным шрифтом отмечен победитель выборов.